# Daniel Curtis Lee
Daniel Curtis Lee (Jackson, Mississippi, 1991. május 17. –) amerikai színész, rapper, humorista, kosárlabda játékos.
Legismertebb alakítása Kornelius "Kojo" Jonesworth 2009 és 2012 között futott Zeke és Luther című sorozatban. A Ned’s Declassified School Survival Guide című sorozatban is szerepelt.

## Élete
Jacksonban született. 10 éves koráig a Mississippi állambeli Clintonban élt.
Lee a Hollywood Knights kosárlabda csapatának tagja.

## Filmográfia

### Film
| Év   | Magyar cím                   | Eredeti cím          | Szerep                    | Magyar hang |
| ---- | ---------------------------- | -------------------- | ------------------------- | ----------- |
| 2019 |                              | Evening Installation | fiú                       |             |
| 2011 | Csingiling és a nagy verseny | Pixie Hollow Games   | Starter Sparrowman (hang) |             |
| 2007 |                              | Quiet as Kept        | fiú                       |             |
| 2001 |                              | The Rising Place     | tanuló                    |             |

### Televízió
| Év        | Magyar cím                 | Eredeti cím                              | Szerep                      | Megjegyzések                            |
| --------- | -------------------------- | ---------------------------------------- | --------------------------- | --------------------------------------- |
| 2020      | Vígjátékok találkozása     | Game On: A Comedy Crossover Event        | Butch                       | 1 epizód                                |
| 2019      | 911 L.A.                   | 9-1-1                                    | Rude Handler                | 1 epizód                                |
| 2015      |                            | Crazy Ex-Girlfriend                      | Ike a pincér                | 1 epizód                                |
| 2012      | Glee – Sztárok leszünk!    | Glee                                     | Phillip "Phil" Lipoff       | 4 epizód                                |
| 2011      | Sok sikert, Charlie!       | Good Luck Charlie                        | Raymond "Ray Ray" Blues     | 2 epizód                                |
| 2009–2012 | Zeke és Luther             | Zeke & Luther                            | Kornelius "Kojo" Jonesworth | főszereplő magyar hangja Szalay Csongor |
| 2004–2007 |                            | Ned’s Declassified School Survival Guide | Simon "Cookie" Nelson-Cook  | főszereplő                              |
| 2003      | The Shield – Kemény zsaruk | The Shield                               | Cassius                     | 1 epizód: Dead Soldiers                 |
| 2002      |                            | First Monday                             | fiú                         | 1 epizód: Court Date                    |